# Chełmiec Polski (gmina)

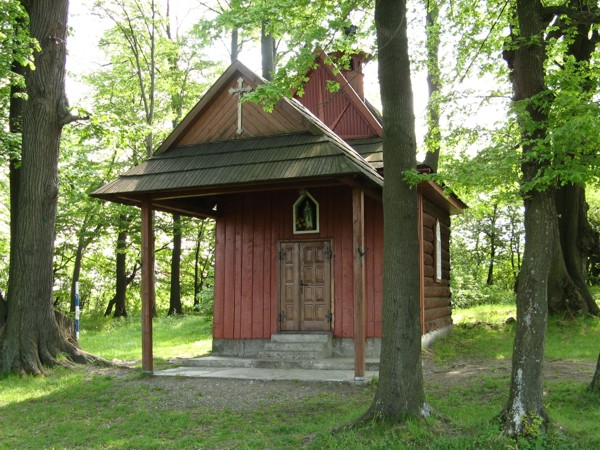
Kaplica w Krasnem Potockim

Chełmiec Polski (od 1973 Chełmiec) – dawna gmina wiejska istniejąca w latach 1934–1954 w woj. krakowskim (dzisiejsze woj. małopolskie). Siedzibą gminy był Chełmiec (przemianowany później na Chełmiec).
Gmina zbiorowa Chełmiec Polski została utworzona 1 sierpnia 1934 roku w powiecie nowosądeckim w woj. krakowskim z dotychczasowych jednostkowych gmin wiejskich: Biczyce Niemieckie, Biczyce Polskie, Chełmiec Niemiecki, Chełmiec Polski, Chomranice, Gaj, Klęczany, Krasne Potockie, Marcinkowice, Niskowa, Rdziostów, Świniarsko i Trzetrzewina. Według stanu z 1 lipca 1952 roku gmina składała się z 12 gromad: Biczyce Dolne, Biczyce Górne, Chełmiec, Chomranice, Klęczany, Krasne Potockie, Marcinkowice, Niskowa, Rdziostów, Świaniarsko, Trzetrzewina i Wola Marcinkowska.
Jednostka została zniesiona 29 września 1954 roku wraz z reformą wprowadzającą gromady w miejsce gmin. Gminę przywrócono 1 stycznia 1973 roku w powiecie nowosądeckim w woj. krakowskim, wraz z reformą administracyjną – pod nazwą gmina Chełmiec.